# Louis-Jean Koenigswarter
Pour les articles homonymes, voir Koenigswarter.
Pour les autres membres de la famille, voir Famille von Königswarter.
Louis-Jean Koenigswarter (Fürth, 12 mars 1814 - Paris, 6 décembre 1878) est un juriste et économiste français. 

## Biographie

### Jeunesse et études
Fils d'un banquier juif de Vienne, il est le frère de Maximilien de Koenigswarter et d'Henri Jules de Koenigswarter. 
Il est reçu docteur en droit à Leyde en 1835.

### Parcours professionnel
Il s'installe à Paris en 1843, au no 34 de la rue Saint-Georges, et est naturalisé français en 1848.
Il se consacre à des travaux sur l'économie politique et sur l'histoire du droit. Il travaille au sein de la banque familiale.
Il devient, en 1860, le premier président du Comité de l'Alliance israélite universelle. 
Il est élu membre correspondant de l'Académie des sciences morales et politiques en 1850. À son décès, il lègue 10 000 francs à l'Académie afin de fonder un prix triennal. 

## Publications
- Specimen juridicum inaugurale de juris criminalis placito : nullum delictum, nulla poena sine praevia lege poenali (1835)
- Essai sur la législation des peuples anciens et modernes relative aux enfants nés hors mariage; suivi de quelques observations d'économie sociale sur le même sujet (1843)
- Études historiques sur le développement de la société humaine: l'achat des femmes. La vengeance et les compositions. Le serment, les ordalies et le duel judiciaire (1850)
- Histoire de l'organisation de la famille en France depuis les temps les plus reculés jusqu'à nos jours (1851, couronné par l'Institut de France)
- Rapport sur les coutumes locales du bailliage d'Amiens (1851)
- Sources et monuments du droit français antérieurs au quinzième siècle: ou, Bibliothèque de l'histoire du droit civil français depuis les premières origines jusqu'à la rédaction officielle des coutumes (1853)
- Essai de statistique comparée sur le royaume des Pays-Bas (1857)

## Distinctions
- Chevalier de la Légion d'honneur

## Sources
- Gustave Vapereau, Dictionnaire universel des contemporains, volume 2, 1870.